# Western & Southern Open 2017
Western & Southern Open 2017 — 116-й розыгрыш ежегодного профессионального теннисного турнира среди мужчин и 89-й среди женщин, проводящегося в американском городе Мейсон и являющегося частью тура ATP в рамках серии Мастерс и тура WTA в рамках серии Премьер 5.
В 2017 году турнир прошёл с 14 по 20 августа. Соревнование продолжало североамериканскую серию хардовых турниров, подготовительную к сентябрьскому Открытому чемпионату США.

## Общая информация
Мужской одиночный турнир собрал только четырёх представителей топ-10 мирового рейтинга. Прошлогодний чемпион Марин Чилич пропускал турнир. Семикратный победитель турнира Роджер Федерер из-за травмы спины не смог также сыграть на турнире. Первым номером посева стал чемпион 2013 года Рафаэль Надаль. Испанец начал турнир в статусе второй ракетки мира и, благодаря пропуску соревнований Федерера, по окончании турнира стал первым в мире. По итогу Надаль в Цинциннати доиграл до четвертьфинала, где уступил Нику Кирьосу (№ 23 в мире). Австралиец затем смог обыграть Давида Феррера и выйти для себя в дебютный финал серии Мастерс. Здесь он разыграл титул с ещё одним дебютантом финалов на Мастерсах Григором Димитровым (№ 11 в мире), который обыграл в полуфинале Джона Изнера (№ 19 в мире). В итоге первый титул на Мастерсах в карьере достался Димитрову. Он стал первым в истории представителем Болгарии, выигравшим местный турнир в любом разряде. В основной сетке турнира приняли участие три представителя России — до третьего раунда смог добраться Карен Хачанов.
В мужском парном разряде победу одержали пятые номера посева Николя Маю и Пьер-Юг Эрбер. В финале они обыграли третьих номеров посева Джейми Маррея и Бруно Соареса. Прошлогодние чемпионы Иван Додиг и Марсело Мело не защищали свой прошлогодний титул, однако оба приняли участие в турнире в разных альянсах. Додиг в паре с Роханом Бопанной (№ 7 посева) в четвертьфинале проиграли Мело, который играл в паре Лукашом Куботом (№ 2 посева). Далее в полуфинале Кубот и Мело уступили Маррею и Соаресу.
Женский одиночный турнир собрал всех представительниц топ-10. Прошлогодняя чемпионка и лидер мирового тенниса на тот момент Каролина Плишкова возглавила посев и доиграла до полуфинала, где проиграла четвёртой сеянной Гарбинье Мугурусе (№ 4 в мире). В финале испанская теннисистка расправилась со второй сеянной  Симоной Халеп (№ 2 в мире). Мугуруса стала первой теннисисткой из Испании, кто выиграл женский одиночный турнир в Цинциннати. В основной сетке турнира приняли участие шесть россиянок. Лучше всех из них смогла выступить Светлана Кузнецова (№ 8 в мире), которая смогла выйти в четвертьфинал, находясь под восьмым номером посева. В борьбе за полуфинал Кузнецова уступила победительнице турнира Гарбинье Мугурусе.
Парный приз у женщин достался вторым номерам посева Мартине Хингис и Чжань Юнжань, которые в финале переиграли пару Моника Никулеску и Се Шувэй. Для Чжань победа на местом турнире стала второй в карьере (до этого она побеждала в 2015 году). Прошлогодние чемпионки Саня Мирза и Барбора Стрыцова не защищали свой титул, однако обе сыграли на турнире. Мирза в паре с Пэн Шуай (№ 4 посева) и Стрыцова в паре с Луцией Шафаржовой (№ 2 посева) доиграли до полуфинала.

## Соревнования

### Мужчины. Одиночный турнир
Григор Димитров обыграл  Ника Кирьоса со счётом 6-3, 7-5.
- Димитров выиграл 3-й одиночный титул в сезоне и 7-й за карьеру в основном туре ассоциации.
- Кирьос сыграл 1-й одиночный финал в сезоне и 5-й за карьеру в основном туре ассоциации.

### Женщины. Одиночный турнир
Гарбинье Мугуруса обыграла  Симону Халеп со счётом 6-1, 6-0.
- Мугуруса выиграла 2-й одиночный титул в сезоне и 5-й за карьеру в туре ассоциации.
- Халеп сыграла 4-й одиночный финал в сезоне и 26-й за карьеру в туре ассоциации.

### Мужчины. Парный турнир
Николя Маю /  Пьер-Юг Эрбер обыграли  Джейми Маррея /  Бруно Соареса со счётом 7-6(6), 6-4.
- Маю выиграл 4-й парный титул в сезоне и 20-й за карьеру в основном туре ассоциации.
- Эрбер выиграл 3-й парный титул в сезоне и 11-й за карьеру в основном туре ассоциации.

### Женщины. Парный турнир
Мартина Хингис /  Чжань Юнжань обыграли  Монику Никулеску /  Се Шувэй со счётом 4-6, 6-4, [10-7].
- Хингис выиграла 6-й парный титул в сезоне и 61-й за карьеру в туре ассоциации.
- Чжань выиграла 7-й парный титул в сезоне и 24-й за карьеру в туре ассоциации.